# Bobartia parva
Bobartia parva là một loài thực vật có hoa trong họ Diên vĩ. Loài này được Gillett miêu tả khoa học đầu tiên năm 1930.